# Le Petit Creusot
L'appellation Petit Creusot désigne les chantiers qui furent créés à Chalon-sur-Saône en 1839 par Adolphe Schneider, cogérant de Schneider frères et Cie au Creusot.

## Histoire
Ces chantiers lancèrent le développement industriel de Chalon-sur-Saône, sous-préfecture de Saône-et-Loire, par un tissu serré d'entreprises de constructions mécaniques. La ville, à vocation commerçante, se transforma ainsi peu à peu en un pôle industriel majeur pour le département.
À leur création, il s'agissait de construire, en France, des bateaux à vapeur qui jusqu'alors étaient fabriqués au Royaume-Uni (la partie motorisation tout au moins). De 1840 à 1940, les progrès de la construction navale à Chalon-sur-Saône furent constants et relativement rapides et l'on vit se succéder sur les aires de montage : 
- les bateaux à vapeur de rivière propulsés par roues à aubes ;
- les torpilleurs à vapeur ; (ex : classeDrazki)
- les sous-marins.

À partir de 1850, complémentaires aux activités de construction navale en baisse, ces chantiers se consacrèrent aux fabrications suivantes : 
- la construction de ponts métalliques (en 1853)[3]. Celle-ci est liée à l'activité importante de construction de locomotives pour la compagnie PLM (dont Eugène Schneider fait partie du conseil d'administration) et Paris-Orléans, qui commandent naturellement un grand nombre de ponts (136) entre 1864 et 1868[4].
- la construction de bâtiments à ossature métallique (en 1857)[4]. Ces structures utilisent la même technologie que les ponts (poutrelles assemblées par rivetage), et sont transposables aux halls de gare, d'usines, et de grues utilisées soit dans les ateliers soit en extérieur.
- La construction d'équipements fluviaux et maritime. Le développement des ponts est lié à l'invention du système de fonçage des piles par la technique des caissons à air comprimé utilisé pour la première fois en 1851 sur la pont de Kehl (1859)[4]. Les chantiers fabriquent naturellement ces caissons, mais également des bateaux-portes, des aménagements portuaires entre 1870 et 1900 et des aménagements fluviaux (écluses).
- l'exécution d'ouvrages de chaudronnerie moyenne et lourde.

Les chantiers de Chalon seront l'objet d'une transformation significative lors du passage d'un grand collaborateur de Schneider et Cie : Michel-Schmidt. Il est embauché en 1894, en provenance de la société Hersent, partenaire habituel de Schneider dans les travaux publics, et deviendra directeur de ce site en 1895. Il est à l'origine des premières études d'un pont de franchissement de la Saône face des Chantiers, ceux-ci n'étant alors accessibles que par barques par un personnel très nombreux (plus de 1000) nuisant à la productivité du site. Il sera ensuite responsable de la constitution d'un pôle d'activité relativement autonome, la DTP (Direction des Travaux Publics) qui sera plusieurs décennies plus tard le noyau d'une filiale du groupe Schneider, la CITRA.
Après 1918, le site est modernisé et réadapté à des fabrications civiles, en particulier à l'assemblage de chaudières fixes et de locomotives à vapeur, assemblées ensuite au Creusot.
De 1939 date la dernière commande d'un sous-marin aux chantiers du Petit Creusot. Celui-ci, qui aurait dû être baptisé L'Antigone, ne sera jamais achevé, et sa carcasse sera finalement ferraillée en 1950.
Après 1945, une activité de construction d'appareils à pression pour la pétrochimie, constitue l'activité principale, grâce aux besoins énormes de la France et des pays développés. Ce sera l'origine de les premières fabrications de générateurs de vapeur pour les centrales nucléaires et du premier atelier de construction Framatome à Chalon, construit dans son périmètre en 1970.
En 1949, ces chantiers sont intégrés à la Société des Forges et Ateliers du Creusot (S.F.A.C), filiale de Schneider et Cie, rassemblant les usines de productions sidérurgiques et de grosse mécanique. Devenu Creusot-Loire en 1970, les activités cessèrent en 1984 à sa dissolution.
Ce site abrite aujourd'hui : le CETIC (GIE de Framatome-EDF, Framatome Services) chargé de la maintenance des composants de centrales nucléaires, la société Packinox Alpha-Laval, spécialiste d'échangeur de chaleur à plaques, la Chambre de commerce et d'industrie de Saône et Loire, le centre d'affaires Pont Jean Richard et l'IUT de Chalon-sur-Saône.